# Diplodon fontaineanus
Diplodon fontaineanus é uma espécie de bivalve da família Hyriidae.
É endémica do Brasil.

## References
- Mansur, M.C.D. 1996. Diplodon fontaineanus. 2006 IUCN Red List of Threatened Species. Dados de 6 de Agosto de 2007.